# Andropogon urbanianus
Andropogon urbanianus är en gräsart som beskrevs av Albert Spear Hitchcock. Andropogon urbanianus ingår i släktet Andropogon och familjen gräs. Inga underarter finns listade i Catalogue of Life.